# Romain Simon
 (janvier 2021).
Si vous disposez d'ouvrages ou d'articles de référence ou si vous connaissez des sites web de qualité traitant du thème abordé ici, merci de compléter l'article en donnant les références utiles à sa vérifiabilité et en les liant à la section « Notes et références ».
Pour les articles homonymes, voir Simon (patronyme) et Simon.
Romain Simon, né le 5 janvier 1916 à Malzéville et mort le 4 avril 2007 à Salon-de-Provence, est un auteur et illustrateur français de livres pour la jeunesse.
Auteur et illustrateur surtout animalier, il a écrit ou mis en images, de 1937 à 2005, plus de 280 livres ou albums, aux couvertures souvent renouvelées au gré des rééditions. Il est notamment connu pour ses illustrations dans la collection du Père Castor et pour la série Picotin.

## Biographie
Né le 5 janvier 1916 à Malzéville, ville lorraine de la région nancéienne, Romain Simon est d’origine française par son père et russe par sa mère. Son père, Pol Simon, né à Commercy en 1880, a fondé avec son épouse Elisabeth Gontcharov, petite nièce de l'écrivain russe Ivan Gontcharov connu pour son ouvrage Oblomov (1859), œuvre symbolique de la nonchalance slave, une famille exceptionnelle d’artistes, de journalistes ou d’écrivains lorrains. Quatre fils naissent de ce mariage : l’écrivain et grand reporter Sacha Simon (1908-1988), l’acteur, auteur de romans scouts et chansonnier Louis Simon (1911-1988), l’écrivain et traducteur Boris Simon-Gontcharov (1913-1972), et Romain Simon, né en 1916. Pol Simon n’aura pas le temps d’assurer l’éducation de ses quatre enfants puisqu’il meurt très tôt, en 1922, à l’âge de 42 ans, et les enfants sont, dès cette date, adoptés par la Nation.
Romain Simon fait partie d’un groupe (le GEC), créé par le père jésuite nancéien Pierre Brandicourt (né en 1899), lequel organisera après la Seconde guerre mondiale des spectacles de marionnettes.
Il a été l’élève du grand maître cartonnier et tapissier Jean Picart Le Doux (1902-1982) et du peintre figuratif Maurice Mazo (1901-1989), très attaché à la perfection technique et formelle et à la représentation. Ces deux maîtres ont renforcé son sens de la composition, son goût très sûr pour les couleurs et lui ont permis de développer son sens naturel de la fantaisie et du bonheur de vivre.
Il participe, avec son frère Louis, à la troupe des Comédiens routiers dirigée par  Léon Chancerel (1886-1965), disciple de Jacques Copeau. De 1929 à 1939, ces comédiens animent le Théâtre de l’enfance, fondé sur l’improvisation et pour lequel Léon Chancerel crée le personnage de l’Oncle Sébastien. Romain Simon illustre les Aventures de Ludulu, publiées dès 1936, comme Ludulu Messager et Pouique le glouton et, "Comédien inventif, se révèlera de surcroît excellent dessinateur et sculpteur de masques". Il réalise aussi les décors de ce théâtre pour la jeunesse.
En 1938, pour l’Opéra de Paris et L’Enfant et les sortilèges de Maurice Ravel, l’artiste réalise les masques.  
En 1938-39, Romain Simon quitte l’équipe théâtrale pour le service militaire. Canonnier du 155e régiment sur un ouvrage d’artillerie de la ligne Maginot, le Simserhof, en Moselle. Il réalise une peinture murale représentant Blanche-Neige et les sept nains d’après le dessin animé de Walt Disney, toujours visible dans le foyer-bar du soldat. Romain est fait prisonnier et après des années de captivité, il dessine pour des journaux. Il se marie en 1943 à Florac, en Lozère. À la Libération, il partage des débuts difficiles dans le métier d’illustrateur avec son ami Jacques Faizant, de deux ans son cadet.
En 1951, il publie, en bande dessinée muette, dans le quotidien L’Espoir de Lille et illustre en 1952 de courts récits dans les hebdomadaires La Semaine de Suzette et Bernadette.
Romain Simon rencontre Paul Faucher (1898-1967), alias Paul François, « Le Père Castor », inventeur de l’album moderne au début des années 30, très attaché à l’éducation moderne, vers 1947-1948. Ces contacts fructueux débouchent sur la publication, dès 1949, de plusieurs « Albums du Père Castor », (la plupart des titres publiés cette année-là). Dans ces albums, souvent didactiques, s’affirme ce qu’Olivier Piffaulft a pu appeler « le réalisme pédagogique, non exclusif de poésie ».

## Publications

### Éditions Flammarion
Albums du Père Castor
- 1949 : Poulerousse, texte de Lida Durdikova no 172
- 1949 : Le Pèlerinage de fourmiguette, texte de Jean-Michel Guilcher , Père Castor no 167
- 1949 : Boucle d'or, texte d'André Telier (Collectif d’auteurs du Père Castor) n° 170
- 1949 : La Chèvre et les biquets, Texte A. Telier (Collectif d’auteurs du Père Castor), Album. du Père Castor, et 1951 (no 171)
- 1949 : Rataton de Romain Simon (texte et ill.) Album du Père Castor. no 173
- 1949 : Le Singe et l’hirondelle Conte en images pour les petits Texte de Jean-Michel Guilcher, « Albums du Père Castor. Flammarion »
- 1949 : Les Trois Petits Cochons, Texte A. Telier (Collectif d’auteurs du Père Castor) Album du Père Castor, « Contes en images », no 175
- 1949 : Le Petit Âne, de Romain Simon (texte et ill.) Album du Père Castor, no 176
- 1949 : Le Cheval à bascule de Romain Simon (texte et ill.), Album du Père Castor, no 177
- 1949 : Le Chien de cirque, de Romain Simon (texte et ill.) Album du Père Castor, no 178
- 1950 : Bravo tortue, texte de Paul François, Père Castor no 185
- 1950 : Chante pinson, texte de Paul François, Père Castor no 186
- 1957 : La Grande Nuit d'été, texte de Lida Durdikova
- 1967 : La Famille Rataton, rééditions: « Les Mini Castors »
- 1969 : Chats perchés de Colette Burgé, Album du Père Castor.
- 1972 : Le Grand Cerf et le Lapin des champs de Vassilissa, Album du Père Castor.
- 1974 : Une histoire d’ours et d’élans de Vassilissa, Album du Père Castor.
- 1975 : Des bêtes sauvages. Imagier Album du Père Castor.
- 1976 : Skir le renard d’Andrée-Paule Fournier « Roman des bêtes », Flammarion.
- 1978 : Le jamais content !, texte de Vassilissa, Père Castor, Flammarion,  (ISBN 978-3-08-160167-0)
- 1978 : Le Petit sentier. Texte et illustrations de Romain Simon, Album du Père Castor.
- 1980 : Kiou la chouette hulotte de Vassilissa « Roman des bêtes », Album du Père Castor.
- 1981 : Réveille-toi, Ourson ! Texte et illustrations de Romain Simon, Album du Père Castor.
- 1982 : Pour qui le champignon ? Texte et illustrations de Romain Simon, Album du Père Castor.
- 1983 : Le Chat boude Texte et illustrations de Romain Simon, Les Petits Castors, Flammarion.
- 1983 : Toum-Toum le manchot empereur de Laurence Delaby « Roman des bêtes », Album du Père Castor.
- 1985 : Les Cinq Oursons Texte et illustrations de Romain Simon, Album du Père Castor
- 2000 : Le Jamais content ! de Vassilissa, « Les Mini Castor »; réédition: 2001.

### Éditions Hachette
Collection des grands romanciers
- 1950 : Au pays des cinq rivières de George Cory Franklin
- 1955 : Alerte aux cimes de Marcelle Vérité, Coll. « Des grands romanciers », Hachette; réédition: 1957.

Collection « les Poussins »
- 1979 : Le Coq ne veut plus chanter, « Les Poussins ».
- 1979 : Le Chat-Tigre, « Les Poussins ».
- 1979 : Lapins et compagnie, « Les Poussins ».
- 1979 : Regardez-moi !, « Les Poussins » et « Les Fabliettes de Romain Simon ».
- 1979 : Croco le vaniteux, « Les Poussins ».

Albums et livres avec Nounours
- 1966 : Nounours parachutiste de Claude Laydu, « Mon bel album ».
- 1967 : Nounours et le marchand de sable, de Christine et Claude Laydu, « Albums ORTF ».
- 1967 : Nounours aux sports d’hiver, de Claude Laydu, Hachette ORTF.
- 1967 : Nounours navigateur, coll. « Nouvelle Bibliothèque rose ».
- 1968 : Nounours aux Jeux olympiques de Claude Laydu et André Delmont, coll. « Idéal Bibliothèque »
- 1969 : Nounours en vacances de Claude Laydu et André Delmont, « Bibliothèque rose »
- 1969 : Nounours acrobate de Claude Laydu et André Delmont, « Bibliothèque rose »

Autres livres des éditions Hachette
- 1952  : Le Lion et la Sorcière blanche de C. S. Lewis, traduit par Emile-R. Blanchet, collection Idéal-Bibliothèque, Hachette, 189 p. (1re édition en France)
- 1952 : Le Magicien d’Oz de Frank Baum, Nouvelle bibliothèque rose
- 1952 : Contes de mon père le jars de Léonce Bourliaguet
- 1952 : Le Monde des plantes de Marcelle Vérité « Encyclopédie en couleurs »; réédition: 1961
- 1953 : Prince Caspian, le retour à Narnia , C. S. Lewis , traduit par Émile-R. Blanchet , collection Idéal-Bibliothèque, Hachette, 187 p. (1re édition en France)
- 1953 : Fables imagées de La Fontaine, « Les Albums roses ». (repris sous le titre La Fontaine, Fables)
- 1953 : Fables de La Fontaine,  « Grands albums Hachette ».
- 1953 : Fables de La Fontaine : La Tortue et les deux canards, « Les Albums roses »
- 1953 : Fables de La Fontaine : Le Corbeau et le Renard, « Les Albums roses »
- 1953 : Fables de La Fontaine : Le Loup et l’Agneau, « Les Albums roses
- 1954 : La Cigale et la Fourmi, « Gentil coquelicot », Hachette
- 1954 : Le Roman de Renard « Grands albums Hachette », « Le Jardin des rêves », 1973.
- 1954 : Mon grand alphabet « Grands albums Hachette », réédition: 1964
- 1954 : Picotin le petit âne, « Les Albums roses »
- 1954 : Picotin musicien, « Les Albums roses »
- 1955 : Le Roman de Renard Douze aventures de Maître Renard par Odette Larrieu
- 1955 : Picotin et ses amis, « Les Albums roses »
- 1955 : Picotin apprend à compter, « Les Albums roses »
- 1955 : Picotin apprend à compter, « Gentil coquelicot »
- 1955 : Nénuphar le chimpanzé, « Les Albums roses »
- 1956 : Nénuphar en vacances, « Les Albums roses »
- 1957 : Nénuphar et Picotin, « Les Albums roses », réédition: 1965, réédition: « Mini-Livres », 1966, réédition: « Gentil coquelicot », 1976, réédition: « Un petit Livre d'argent », 2014.
- 1958 : La  Fontaine, Fables Images de Romain Simon, « Le Jardin des Rêves », 1978
- 1958 : Les Aventures de Picotin, « Gentil coquelicot »
- 1958 : Les Aventures de Picotin, « Les Grands Albums roses »
- 1958 : Picotin à Paris, « Gentil coquelicot »; réédition: « Grands albums Hachette »
- 1958 : Mirabelle au bois, « Les Albums roses »
- 1958 : Mirabelle au grenier, « Les Albums roses »
- 1959 : Picotin autour du monde, « Les Albums roses »; réédition: 1972
- 1959 : Picotin autour du monde, « Gentil coquelicot »
- 1960 : Nénuphar à la maison, « Les Albums roses »
- 1960 : Mirabelle et ses amis, « Les Albums roses », « Gentil coquelicot » et « Mini-Livres n° 51 », 1964; réédition: 1976.
- 1961 : Le Roman de Renard, d’Odette Larrieu
- 1961 : Le Déjeuner à la ferme, de J. Meunier, « Les Albums roses », Hachette
- 1961 : Mon chaton, « Les Albums roses » et « Gentil coquelicot », Hachette, 1976
- 1961 : Le Déjeuner à la ferme [20 p.]; réédition: 1964
- 1962 : Titatic le petit morse de Anne Braillard, « Les Albums roses »
- 1963 : Minouchet fait de la peinture de Laurie Laurence, « Les Albums roses »; réédition : « Mon premier album Hachette », Nouvelle couverture.
- 1963 : Dillie et la noix géante de Gilles Saint-Cérère, « Les Albums roses »
- 1965 : Ploum et les quatre saisons, « Les Albums roses »
- 1967 : Ploum n’est pas content, « Les Albums roses »
- 1967 : Ploum fait du sport d’Axelle Porm et « Gentil coquelicot », 1976
- 1970 : Les Animaux et les saisons de Marcelle Vérité,  « Les Beaux livres Hachette »
- 1972 : Chatounet s’amuse de Claude Sardeau, « Les Albums joyeux »
- 1972 : Ziz et Zizou à la ferme d’Aline Azelan « Les Albums joyeux »
- 1973 : Chatounet voyage de Claude Sardeau « Les Albums joyeux »
- 1973 : Chatounet et ses amis de Claude Sardeau, « Les Albums joyeux »
- 1973 : Chatounet dans la brousse de Claude Sardeau, « Les Albums joyeux »
- 1973 : Ziz et Zizou font les fous d’Aline Azelan, « Les Albums joyeux »
- 1973 : Ziz et Zizou en vacances d’Aline Azelan, « Les Albums joyeux »
- 1976 : Ploum, « Gentil coquelicot ».
- 1976 : Le Lièvre et la Tortue, « Gentil coquelicot »
- 1977 : Hervé au château de Cécile Aubry, coll. « Bibliothèque verte ».
- 2004 : Mes plus belles histoires d’animaux de Jean-François Deniau et autres auteurs, Hachette Jeunesse; réédition: 2005

### Éditions Delagrave
Bibliothèque des belles œuvres
- 1961 : Histoires de bêtes de Louis Pergaud,  159 p.; réédition: 1966. Ill. en deux tons et couleurs.
- 1966 : Nouvelles histoires de bêtes, "Bibliothèque des belles œuvres", Librairie Delagrave, 159 p.

Collection "Bouton d’or"
- 1963 : Contes des brûleurs de loups de Paul Berret.
- 1963 : La Cage aux singes d’Anne Freeling, texte français d’Alain Valière, 121 p.
- 1964 : La Jeunesse d’Igor d’ Alexis Tolstoï, 123 p.
- 1967 : Ratapla, renard de Camargue, suivi de La Bataille d’Alabrun de  Marcelle Vérité, 133 p.
- 1967 : La Princesse, la biche et le chevalier de René Guillot, 122 p.

Collection "Gentiane"
- 1968 : Petit Émeraude de Paule Billon
- 1969 : Monsieur le cheval, de René Guillot; réédition: 1977
- 1970 : Le Jugement des bêtes de Paule Billon
- 1973 : Blanche-Neige et autres contes des frères Grimm

Autres collections
- 1960 : Le Merveilleux Voyage de Nils Holgersson à travers la Suède de Selma Lagerlöf. Jaquette illustrée en couleurs, 243 p.; rééditions: 1964, 1984
- 1967 : Un roman de Renart, Texte de René Guillot, 157 p., « Oriflamme ».
- 1967 : La Princesse, la biche et le chevalier de René Guillot
- 1967 : Ratapla, renard de Camargue, suivi de La bataille d'Alabrun de Marcelle Vérité
- 1967 : Pompon le petit âne des tropiques de Paul-Jacques Bonzon et Marcel Péjola
- 1968 : Le Château de Pompon, premier livre de lecture courante, Paul-Jacques Bonzon; rééditions: 1982, 1986.
- 1968 : Saladelle  de Marcelle Vérité, 118 p. (cheval de Camargue)
- 1969 : Le Roman de Renart, adaptation de Mad H Giraud, 127 p.
- 1970 : Sarang de Roger Caras, traduit de l’anglais par Léo Lack
- 1970 : Salicorne de Marcelle Vérité, 118 p. (taureau de Camargue)
- 1974 : Sama, prince des éléphants de René Guillot
- 1975 : Pompon à la ville : 1er livre de lectures courantes de Paul-Jacques Bonzon; rééditions: 1990
- 1975 : Le Cirque Zigoto : Livre de lectures suivies Cours élémentaire de Paul-Jacques Bonzon; rééditions: 1977, 1979, 1982.
- 1976 : Yani : livre de lectures suivies de Paul-Jacques Bonzon

### Éditions G. P.
Collection « Rouge et bleue »
- 1955 : Bel-Œil Histoire d’un petit âne qui avait les oreilles trop courtes, de Marguerite Clément. Collection « Rouge et bleue »
- 1971 : Picky printemps, Jean-Côme Noguès, 35 p., Collection « Rouge et bleue ».
- 1974 : Pfutt, le petit lama, Eve Dessarre, Collection « Rouge et bleue ».

Bibliothèque « Rouge et Or Souveraine »
- 1972 : Les Mahuzier et les oiseaux migrateurs, Jacqueline et Philippe Mahuzier

Collection « Rouge et Or Dauphine »
- 1972 : Pioupic et l’oie blanche de Janine Chardonnet
- 1973 : Amadou le bouquillon de Charles Vildrac, 187 p.
- 1974 : Suzy en pleine forme de Gretha Stevns
- 1975 : Zéphirine la petite gazelle de Eve Dessarre, 28 p.
- 1975 : Suzy et le mystère de la chaumière de Gretha Stevns.
- 1976 : Suzy et la fille du pêcheur de Gretha Stevns
- 1977 : Suzy et la petite inconnue de Gretha Stevns
- 1980 : L’Étrange Petit Poney de Rumer Godden

### Éditions BIAS
Collection Jeunes années
- 1955 :Histoires du gentil lutin de Jehanne Roche (Réédition de Contes du Lutin,1955).
- 1959 : Fables de mon jardin Georges Duhamel, 24 p. (Ouvrage réédité sous le titre Contes de mon jardin, 1963).
- 1971 : Les Trois Petits Cochons de J. P. Bayard, Rééd. 1973.
- 1973 : Mon ami l’écureuil de Maurice Genevoix.
- 1979 : Gentils animaux, Romain Simon.
- 1982 : Les Animaux musiciens d’après Grimm.

Autres collections
- 1955 : Contes du Lutin de Jehanne Roche.
- 1955 : L’Ami des animaux, de Guylaisne Collection « Surprise », [28 p.]
- 1956 : Contes du fraisier sauvage de Henri Pourrat  Collection « Pilote », [45 p.]; Réédition, 1957 coll. « Anémones », [93 p.]
- 1958 : Les Aventures de La Poulette blanche 1. Le Marché d’Ambert, Marguerite Soleillant, Ill. Romain Simon Coll. « Belles lectures » [48 p.]
- 1959 : Catherine et la Poulette blanche. 2. Au bois de Chanabert, Marguerite Soleillant, Ill. Romain Simon Coll. « Belles lectures », [43 p.]
- 1959 : Narcisse le chaton orgueilleux d’André Louis Blanc. Autre édition : Le Chaton orgueilleux 20 p. 1975. Rééd. Collection « Gamin, gamine », 1985.
- 1960 : Sidoux, l’aimable chevreau  Texte et illustrations de Romain Simon
- 1960 : Narcisse le chaton courageux Collection « Papillons », 25 p. R.ééd. 1975 et 1985.
- 1960 : Contes de l’hiver de Paul-Jacques Bonzon, Collection « Anémones », 93 p., R. 1965.
- 1962 : La Rencontre de Poucet et Petit-Bec de Jaap Ter Haar (trad. du néerlandais et adapté par Jacqueline Michel), 92 p., Collection « Anémones ». Rééd. 1965. « Bias poche »
- 1964 : Pitouk le petit lapin de Louise Mercier, Coll. « Papillons » Rééd. Coll. « Gamin, gamine », G.P., 1975.
- 1965 : Contes de mon chalet de Paul-Jacques Bonzon, 92 p. Collection « Anémones »
- 1971 : Les 3 ours. Texte et illustrations de Romain Simon
- 1976 : Trois contes, adaptation et Illustrations de Romain Simon, 96 p. Réédition sous le titre : Trois contes anciens et nouveaux illustrés par Romain Simon
- 1977 : Trois fables racontées par Ghislaine Laramée, adaptées de La Fontaine  Rééd. 1978.
- 1979 : En Camargue, Romain Simon Coll. « Papillons II »
- 1980 : La Vie dans les bois. Texte et illustrations de Romain Simon
- 1982 : Frédéric et Nathalie au bord de l’étang Texte et illustrations de Romain Simon
- 1982 : Frédéric et Nathalie dans la prairie. Texte et illustrations de Romain Simon
- 1982 : Frédéric et Nathalie dans la forêt. Texte et illustrations de Romain Simon
- 1983 : En Camargue. Texte et illustrations de Romain Simon

### Éditions Gautier-Languereau
Collection « Les Albums merveilleux »
- 1961 : Titou dans la forêt de Henriette Robitaillie « Les Albums merveilleux » et 1962 (avec un puzzle).
- 1963 : Cane jolie « Les Albums merveilleux » de Marcelle Château (1ère édition : « Les Albums puzzles », 1963.)
- 1964 : Le Petit ours désobéissant « Les Albums merveilleux » (Autre édition : « Les Albums puzzles », 20 p., 1964).
- 1965 : Qui habite la mer ? n. p., 20,5 x 16,5, « Les Albums merveilleux » Rééd. 1966
- 1965 : Qui habite la rivière ? n. p., 20,5 * 16,5, « Les Albums merveilleux ».
- 1966 : Un jeudi au cirque , n. p., 20,5 * 16,5, « Les Albums merveilleux » 1966.
- 1968 : Fables de La Fontaine, « Les Albums merveilleux » (4 fables : Le Corbeau et le Renard, La Grenouille qui se veut se faire aussi grosse que le bœuf, Le Héron, Le Lièvre et la Tortue). Rééd. 1968
- 1969 : Amadou le petit faon « Les Albums merveilleux ».

Collection « Premiers livres » Je les lis tout seul
- 1969 : Flamme des collines  de Marcelle Vérité « Premiers livres » Rééd. 1973
- 1969 : Jeannot des Garennes de Marcelle Vérité « Premiers livres »  Rééd. 1971, 1976, 1980.
- 1969 : La Journée de Nounouf  de Marcelle Vérité  « Premiers livres » Rééd. 1971 et 1986.
- 1969 : Flip des marais de Marcelle Vérité « Premiers livres »  Rééd. 1971, 1973, 1974, 1976.
- 1971 : Simba le lion de Marcelle Vérité  « Premiers livres » Rééd. 1976
- 1972 : Patapon, l’ânon de Marcelle Vérité  « Premiers livres » Rééd. 1975, 1983 et 1989.
- 1973 : Histoire d’un pommier en fleur de Henriette Robitaillie  « Premiers livres ».
- 1974 : Gris, le loup de Marcelle Vérité  « Premiers livres »
- 1974 : Fanou le petit faon de Marcelle Vérité , « Premiers livres » Rééd 1985.
- 1975 : Vif, le petit zèbre de Marcelle Vérité « Premiers livres ».
- 1975 : Zurafa, la petite girafe de Marcelle Vérité « Premiers livres »
- 1976 : Bive, le castor de Marcelle Vérité « Premiers livres ». Rééd. 1978
- 1977 : Malinou, le cocker de Marcelle Vérité  « Premiers livres », G-L, 1977.
- 1977 : Kango, le petit kangourou de Marcelle Vérité  « Premiers livres ». Rééd. 1978
- 1977 : Mirliton, le poulain de Marcelle Vérité « Premiers livres »
- 1978 : Han-Han, le panda de Marcelle Vérité  « Premiers livres » Rééd. 1987
- 1978 : Pouf des neiges de Marcelle Vérité  « Premiers livres ».
- 1978 : Song de la taïga de Marcelle Vérité  « Premiers livres », Gautier-Languereau, 1978.
- 1979 : Bola, l’hippopotame de Marcelle Vérité  « Premiers livres ». Rééd. 1989
- 1979 : Missouri, le petit Siamois de Marcelle Vérité  « Premiers livres » R. 1985 et 1989.
- 1980 : Skif, le bébé-phoque  de Marcelle Vérité  « Premiers livres ». Rééd. 1990
- 1981 : Gabiette, la mouette de Marcelle Vérité  « Premiers livres »
- 1982 : Djali le petit dromadaire « Premiers livres »
- 1983 : Ferdigoulette, la perdrix de Marcelle Vérité  « Premiers livres ». Rééd. 1989

Collection Série 15
- 1974 : 15 aventures d’animaux familiers de G. Durrell, A. Daudet… Anthologie de Marcelle Vérité.

Hors collection
- 1977 : Mes petits amis de la forêt : recueil de quatre histoires de Romain Simon et Marcelle Vérité,  regroupant Fanou le petit faon (texte de Romain Simon), Flamme des collines, Jeannot des Garennes et Gris le loup (textes de Marcelle Vérité). Réédition : 1979.
- 1987 : Le Livre de la Jungle de Rudyard Kipling, traduction de Marcelle Vérité (version abrégée). Réédition : 1991.

### Éditions Casterman
Collection Farandole
- 1962 : Poulette des champs de Marcelle Vérité, 19 p., R. 1973.
- 1962 : Le Voyage des éléphants de Marcelle Vérité. Rééd. : coll. « Ballon rouge ».
- 1963 : Mamou marmot de Marcelle Vérité 19 p., Rééd. Coll. « Ballon rouge », 1972.

Plaisir des contes
- 1959 : Bras-de-fer de Henri Bosco.
- 1959 : Contes de mes bêtes de Louise Bellocq.
- 1962 : Contes de mes bêtes au vent de Louise Bellocq,  59 p., R. 1968.
- 1962 : Contes de mes bêtes sous la lune de Louise Bellocq  59 p., Rééd. 1964.
- 1968 : Contes de mes bêtes à l’aventure de Louise Bellocq.

### Autres collections chez d'autres éditeurs
- 1952 : Hôtel Carlton, appartement 922, Max Maurica, Collection La Frégate, no 66, Maison de la bonne presse, 1952
- 1952 : La légende des 7 fontaines par Marguerite Geestelink, Collection La Frégate, no 72, Maison de la bonne presse, 1952
- 1961 : Il était une fois… Une Rivière de Marcelle Vérité.
- 1961 : Il était une fois…La Forêt et ses bêtes de Marcelle Vérité et M. Etchecobar 92 p. Rééd. Coll. « Marcelle Vérité ».
- 1961 : Il était une fois…Une rivière de Marcelle Vérité  Rééd. 1967 et 1970.
- 1962 : Animaux des montagnes de Marcelle Vérité .
- 1963 : Animaux de la mer de Marcelle Vérité .
- 1964 : Animaux célèbres de Marcelle Vérité
- 1965 : Animaux du cirque de Marcelle Vérité 76 p.,
- 1965 : Animaux de la ferme de Marcelle Vérité  « Albums Marcelle Vérité »
- 1966 : Animaux de la jungle de Marcelle Vérité  77 p., « Albums Marcelle Vérité ».
- 1967 : Animaux voyageurs de Marcelle Vérité « Albums Marcelle Vérité »,.
- 1968 : Bébés animaux de la jungle de Marcelle Vérité .
- 1968 : Les Floralies de Pipiou  de Aline Lafargue .
- 1974 : Maisons et Métiers des animaux, de Marcelle Vérité 79 p. Ill. N/B et couleurs.
- 1977 : Mes petits amis de la forêt de Marcelle Vérité, 114 p., (Fanou, Flamme des collines, Jeannot des garennes.
- 1977 : Mes petits amis d’Afrique de Marcelle Vérité, 114 p.
- 1980 : À cheval sur un nuage d'André Lefèvre, Éditions du Bois-Joli, coll. « Gai Rossignol ».
- 1980 : Habillons-nous, conte de Romain Simon, Éditions du Bois-Joli.
- 1980 : Flambeau le basset, conte de Romain Simon,  Éditions du Bois-Joli.
- 1980 : Le petit renard timide, conte de Romain Simon, Éditions du Bois-Joli, coll. « Colibri »
- 1982 : Fables de La Fontaine, 80 p., grand format, ill. en couleurs.
- 1983 : Mes petits amis préférés de Marcelle Vérité, 114 p. Rééd. 1990. (Flip, Nounouf, Blanche-Laine)
- 1983 : Mes petits amis de la mer de Marcelle Vérité, 114 p
- 1984 : Le Livre des animaux * 1972 : Lettres de mon moulin (version abrégée) d'Alphonse Daudet
- 1984 : Mes petits amis les plus aimés de Marcelle Vérité  114 p., Rééd. 1986.
- 1987 : Maisons et Métiers des animaux, de Marcelle Vérité Nouvelle édition, nouveau format, nouvelles illustrations toutes en couleurs.76 p.
- 1989 : Le Voyage de Blanche-Laine
- 1989 : Croc-Blanc de Jack London, traduit de l’anglais et adapté par Catherine Barre
- 1993 : Rudyard Kipling : Histoires comme ça « Album Romain Simon », de Rudyard Kipling,  80 p.

### Éditions Nathan
- 1958 : Contes et Légendes indiens de Mme Foure-Selter, Collection « Contes et légendes »

Albums Nathan, appartenant souvent à la collection « Coccinelle », aux éditions F. Nathan, Texte et images de Romain Simon
- 1971 : La Petite souris à la campagne
- 1971 : Le Petit Renard avec les animaux des bois
- 1971 : Le Petit Renard et les animaux des bois
- 1971 : Le Petit Écureuil dans la forêt
- 1971 : Le Petit Castor dans la rivière
- 1972 : Le Petit chamois dans la montagne
- 1972 : Le Petit dauphin découvre la mer
- 1972 : La Petite Gazelle et les animaux de la savane
- 1972 : Le Petit fennec et les animaux du désert « Un album Coccinelle »
- 1972 : La Petite abeille découvre les fleurs « Un album Coccinelle »
- 1973 : Le Petit Ours du Grand Nord
- 1973 : Le Petit Chat et les Amis du jardin
- 1973 : La Petite Gazelle et les Animaux de la savane
- 1974 : Des graines pour un rouge-gorge « Un album Coccinelle »
- 1974 : Histoire d’un petit panda « Un album Coccinelle »
- 1974 : Le Petit singe explore la jungle,  « Un album Coccinelle »
- 1975 : Le Grand Voyage du petit poney
- 1975 : La Grande Aventure des dauphins
- 1975 : Le Petit Renne chez les Lapons
- 1976 : Histoire d’un petit kangourou en Australie
- 1976 : Les Randonnées du petit hérisson (4 couvertures différentes)
- 1977 : Le Petit Hippopotame et la vie du grand fleuve
- 1977 : Le Grand voyage de Barry
- 1978 : Le Caneton et la Libellule  « Un album Coccinelle »
- 1978 : Petit lapin, grandes oreilles  « Un album Coccinelle »
- 1979 : Le Petit Âne étourdi  « Un album Coccinelle »
- 1980 : Le Petit poussin qui voulait voir la mer  « Un album Coccinelle »
- 1981 : Bonjour poulain
- 1981 : La Vache coquette
- 1982 : Où vas-tu tortue ?
- 1983 : Le Petit Lièvre et le marcassin, « Un album Coccinelle »
- 1983 : Le Petit cygne du lac Un petit chien en escapade  « Un album Coccinelle »
- 1984 : La Petite Marmotte
- 1985 : Je découvre les animaux de la forêt